# Callohesma sulphurea
Callohesma sulphurea är en biart som först beskrevs av Michener 1965.  Callohesma sulphurea ingår i släktet Callohesma och familjen korttungebin. Inga underarter finns listade.

## Bildgalleri

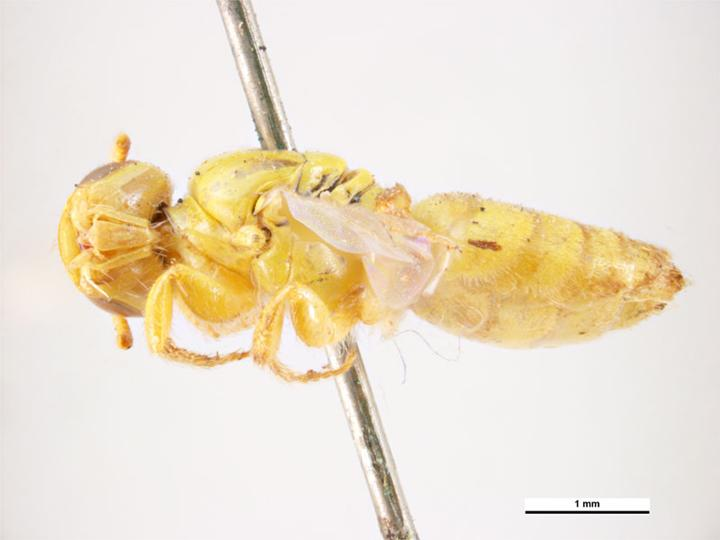
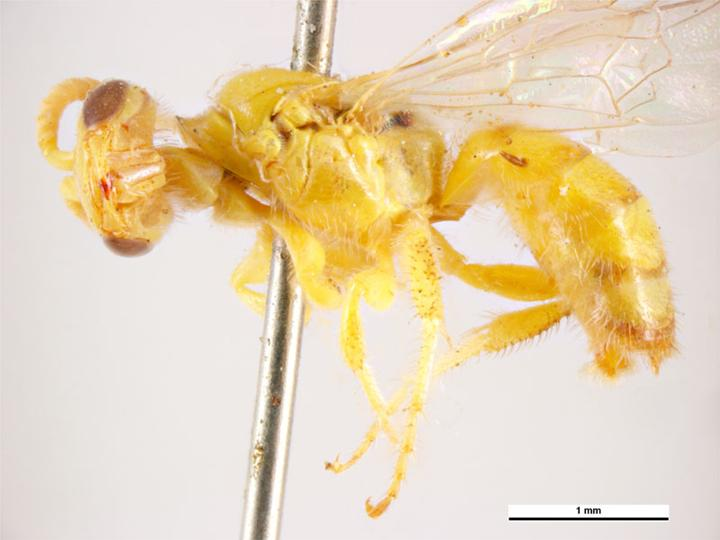